# Ponte dell’Olio
Ponte dell’Olio – miejscowość i gmina we Włoszech, w regionie Emilia-Romania, w prowincji Piacenza.
Według danych na rok 2004 gminę zamieszkiwały 4823 osoby, 112,2 os./km².